# NGC 5322
NGC 5322 est une galaxie elliptique située dans la constellation de la Grande Ourse. Sa vitesse par rapport au fond diffus cosmologique est de 1 882 ± 9 km/s, ce qui correspond à une distance de Hubble de 27,8 ± 2,0 Mpc (∼90,7 millions d'al). NGC 5322 a été découverte par l'astronome germano-britannique William Herschel en 1790.

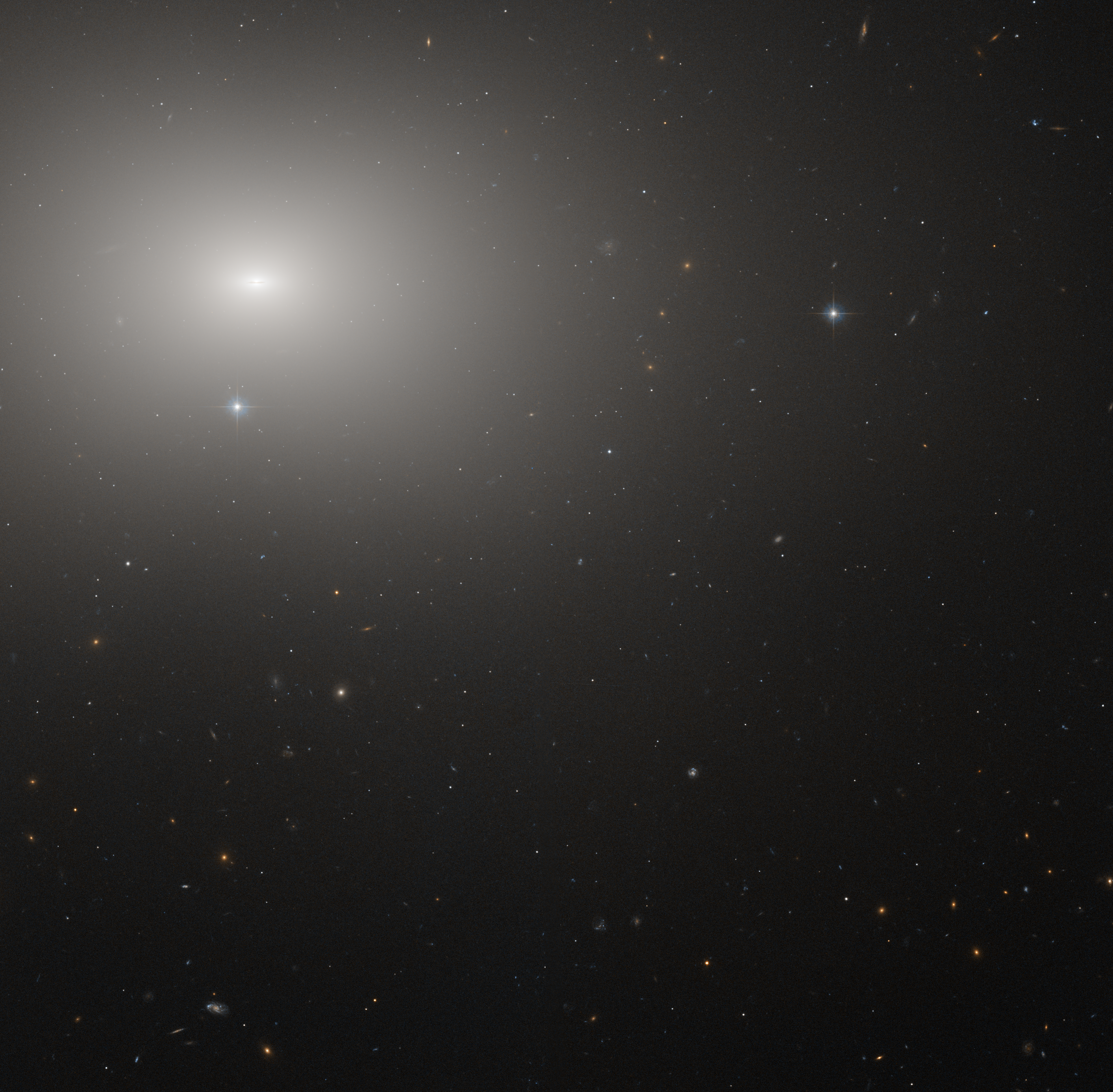
NGC 5322 par le télescope spatial Hubble.

NGC 5322 a été utilisée par Gérard de Vaucouleurs comme une galaxie de type morphologique E3-4 dans son atlas des galaxies,.
NGC 5322 est une galaxie LINER, c'est-à-dire une galaxie dont le noyau présente un spectre d'émission caractérisé par de larges raies d'atomes faiblement ionisés. C'est aussi une galaxie active de type Seyfert.
À ce jour, une vingtaine de mesures non basées sur le décalage vers le rouge (redshift) donnent une distance de 24,105 ± 7,064 Mpc (∼78,6 millions d'al), ce qui est à l'intérieur des valeurs de la distance de Hubble.

## Activité du noyau de NGC 5322
Une étude de la carte radio de NGC 5322 et des images en lumière visible réalisées par le télescope spatial Hubble de même que par le relevé SDSS révèlent la présence d'un disque stellaire interne, une sphéroïde et un halo stellaire externe. Le disque stellaire tourne rapidement en sens inverse par rapport à la sphéroïde. Les images de Hubble révèlent un disque de poussière vue par la tranche qui traverse le centre de la galaxie. Les auteurs de cette étude proposent la présence d'une paire de trous noirs supermassifs en orbite l'un autour de l'autre dont la masse totale serait de 108,51 ± 0,41 {\displaystyle M_{\odot }} (3,24+5,08
 −1,45 × 108 {\displaystyle M_{\odot }}) pour expliquer la structure de NGC 5322. Selon leur scénario, la formation des structures se seraient déroulée en trois phases. Quelques fusions impliquant les trous noirs auraient d'abord créer la structure sphéroïde. Ensuite, la fusion avec une galaxie riche en gaz aurait donné naissance au disque contre-rotatif et aurait dirigé la matière directement vers le noyau actif. Enfin, dans la dernière et troisième étape, le halo proviendrait d'accrétions mineures et des débris de marée.

## Groupe de NGC 5322
Selon A.M. Garcia, NGC 5322 est la principale galaxie d'un groupe qui porte son nom. Les autres galaxies du groupe de NGC 5322 sont NGC 5308, NGC 5342, NGC 5372, NGC 5376, NGC 5379, NGC 5389, UGC 8684, UGC 8714 et UGC 8716.
D'autre part, Abraham Mahtessian mentionne aussi ce groupe auquel il ajoute la galaxie NGC 5205 et la galaxie NGC 5526NE, une désignation inconnue de toutes les sources consultées.